# Nicodème Barrigah
Nicodème Barrigah-Benissan, de son nom complet  Yves Nicodème Anani Barrigah-Benissan, né le 19 mai 1963 à Ouagadougou et mort le 4 août 2024 à Lomé, est un homme d'Église togolais. 
Ordonné évêque d'Atakpamé le 9 mars 2008, il y exerce son ministère durant onze ans et demi, avant d'être nommé archevêque de Lomé le 23 novembre 2019.
Outre son ministère épiscopal, Nicodème Barrigah-Benissan est connu pour sa carrière musicale et dramaturgique. Auteur-compositeur, il compte à son actif une centaine de chants ; auteur de la pièce de théâtre Le Trône royal, il est récompensé du grand prix de la littérature togolaise en 2020 pour cette œuvre.
Il est également le président de l'OCDI Caritas Togo.

## Biographie

### Jeunesse et formation
Nicodème Barrigah naît le 19 mai 1963 à Ouagadougou, dans une famille togolaise, et y est baptisé le 26. Ses études primaires et son petit séminaire se déroulent dans le quartier de Nyékonakpoé, à Lomé au Togo, où sa famille retourne en 1972. Il suit ensuite des études de philosophie et de théologie à Ouidah, au Bénin,,.

### Ordination et premières missions
Il est ordonné prêtre le 8 août 1987 dans la cathédrale Notre-Dame-de-la-Trinité d'Atakpamé et y passe sa première année comme vicaire de la paroisse cathédrale. Il est envoyé ensuite suivre des études de théologie dogmatique à l’Institut catholique d’Abidjan de 1988 à 1990, puis en exégèse au Biblicum de Rome entre 1990 et 1993, enfin en droit canon de 1993 à 1997 à l’université urbanienne et en diplomatie à l’Académie pontificale.
À partir de 1997, il est employé par le service diplomatique du Saint-Siège : il est envoyé dans plusieurs nonciatures successives. Sa première mission est au Rwanda, où il doit contribuer à la gestion des suites judiciaires du génocide, notamment le procès d'un évêque. Puis il est envoyé au Salvador, puis en Côte d’Ivoire, où il est présent durant la crise politico-militaire. Enfin, durant une année, il est envoyé en Israël de mars 2007 à mars 2008,.

### Évêque d'Atakpamé
Le 9 mars 2008, Nicodème Barrigah est ordonné évêque d'Atakpamé. Au sein de la Conférence des évêques du Togo, il est président du conseil épiscopal « Justice et Paix ». Par ailleurs, en 2009, il est nommé président de la Commission « Vérité Justice et Réconciliation » chargée de faire la lumière sur les violences politiques au Togo. Les conclusions de cette enquête considérée comme un succès sont remises en avril 2012 au président Faure Gnassingbé.

### Archevêque de Lomé
Le 23 novembre 2019, Nicodème Barrigah est nommé Archevêque de Lomé pour succéder à Denis Komivi Amuzu-Dzakpah, démissionnaire pour raison d'âge. Il reste en poste, en tant qu'administrateur apostolique, à Atakpamé, jusqu'à son installation à Lomé le 11 janvier 2020,,.
En tant qu'archevêque, Nicodème Barrigah œuvre notamment avant l'élection présidentielle togolaise de 2020 à ce que les candidats conçoivent la politique comme un « service qui promeut l’amitié sociale pour générer le bien commun » et leurs adversaires « comme des frères et sœurs ayant d’autres visions de développement pour le pays ». Après la réélection de Faure Gnassingbé, résultat contesté notamment par Agbéyomé Kodjo et l'archevêque émérite Philippe Kpodzro, Nicodème Barrigah travaille à l'apaisement des deux côtés et conteste les blocages imposés par la présidence,.
Ce rôle de médiateur lui est notamment reproché par son prédécesseur Philippe Kpodzro dans une lettre ouverte publiée le 21 janvier 2021. L'archevêque émérite, qui le nomme son « fils préféré que j’ai engendré avec tant d’amour », lui reproche par ailleurs de se « dérober à [s]es responsabilités [… et] remettre l’église sous les bottes de la dictature sanguinaire »,.

### Mort
Nicodème Barrigah meurt le 4 août 2024 à Lomé, à l'âge de 61 ans.

## Œuvre

### Carrière musicale
Durant sa mission à la nonciature de Côte-d'Ivoire, Nicodème Barrigah produit son premier disque de chants religieux, intitulé « Père pardonne-nous ». Il écrit et compose les textes et les musiques d'une centaine de chants, réunis en six albums. La plupart de ses compositions sont religieuses mais certaines sont également profanes. Il se produit régulièrement en concert, au chant et à la guitare,.

### Dramaturge
Nicodème Barrigah est également dramaturge. En 1993, il écrit une pièce de théâtre intitulée Le Trône royal, où il évoque notamment certaines traditions africaines, ainsi que la place de la figure féminine et celle de la prédestination. L'ouvrage est consacré grand prix de la littérature togolaise en 2020,.

### Autres travaux
- Nicodème Anani Barrigah-Benissan, Crise d'autorité, abus de pouvoir, Lomé/Metz, Éditions Le Masque Noir, 2022, 114p.
- Nicodème Barrigah-Benissan, « Les auditions de la Commission vérité, justice et réconciliation », Les Cahiers de la Justice, vol. 3, no 3,‎ 2015, p. 385-394 (ISSN 1958-3702, DOI 10.3917/cdlj.1503.0385, lire en ligne)